# Toxicodendron khasianum
Toxicodendron khasianum är en sumakväxtart som först beskrevs av Nathaniel Wallich och Joseph Dalton Hooker, och fick sitt nu gällande namn av Carl Ernst Otto Kuntze. Toxicodendron khasianum ingår i släktet Toxicodendron och familjen sumakväxter. Inga underarter finns listade i Catalogue of Life.